# Station Anzegem
Station Anzegem is een spoorwegstation langs spoorlijn 89 (Denderleeuw-Kortrijk) in de gemeente Anzegem. Het is nu een stopplaats.
Hier takte ook spoorlijn 66A (Anzegem-Ingelmunster) af.

## Spoorwegongeval
Op vrijdag 14 september 2012 gebeurde een ernstig ongeval vlak bij het station van Anzegem. Een Poolse vrachtwagen raakte geblokkeerd op de spoorwegovergang. Een passagierstrein in doorrit richting Kortrijk ramde de vrachtwagen en sleurde hem meters ver mee. Het eerste rijtuig van de trein ontspoorde. De vrachtwagenchauffeur kon zich tijdig in veiligheid brengen maar op de trein vielen twee gewonden. De materiële schade was aanzienlijk. Het treinverkeer tussen Kortrijk en Oudenaarde lag de rest van de dag stil en er werd een vervangende busdienst ingelegd. In de nacht van vrijdag op zaterdag werd de trein weggesleept, maar de spoorwegovergang bleef afgesloten tot zondagmiddag.

## Galerij

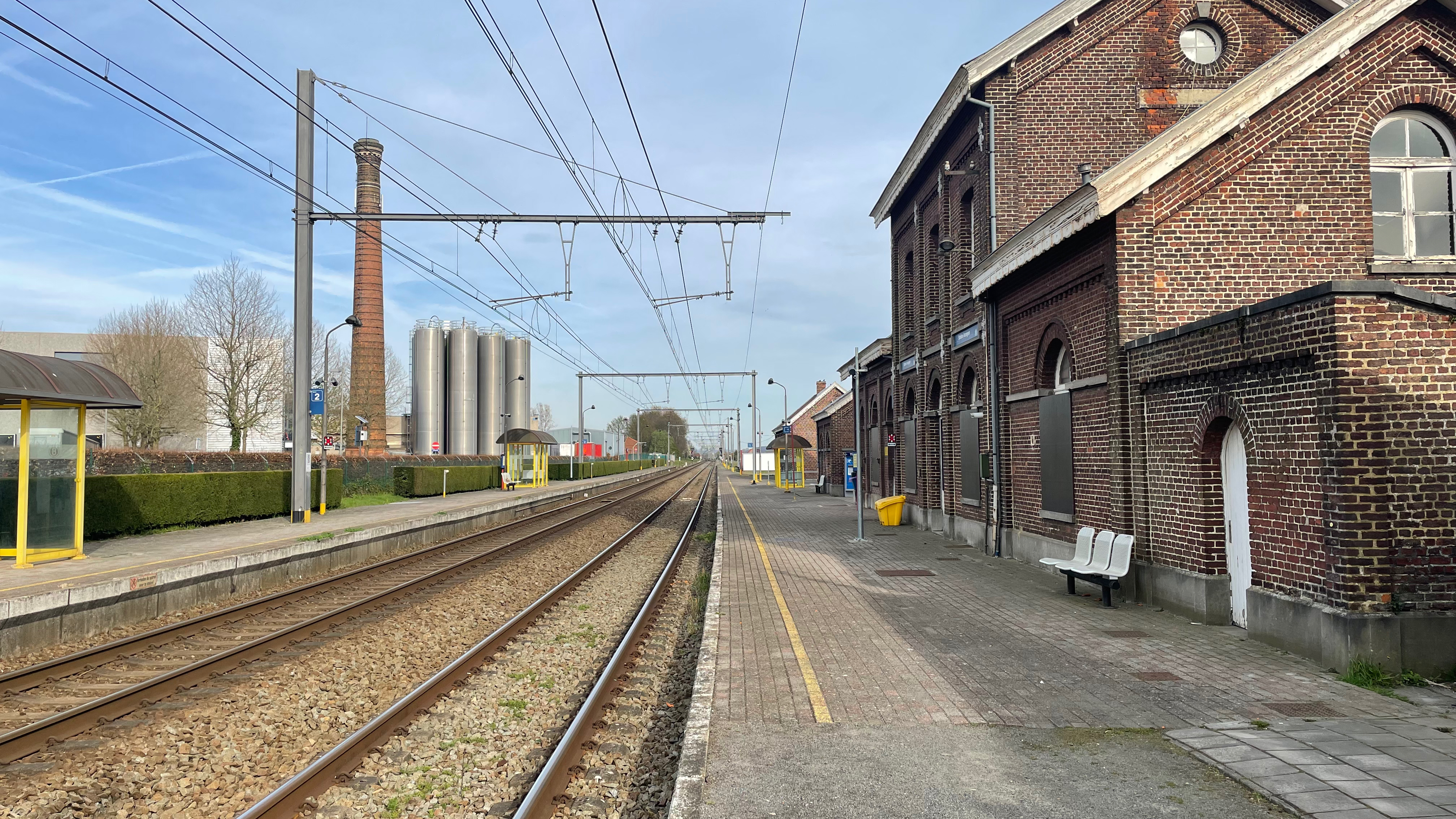
Zicht op het perron (2022)
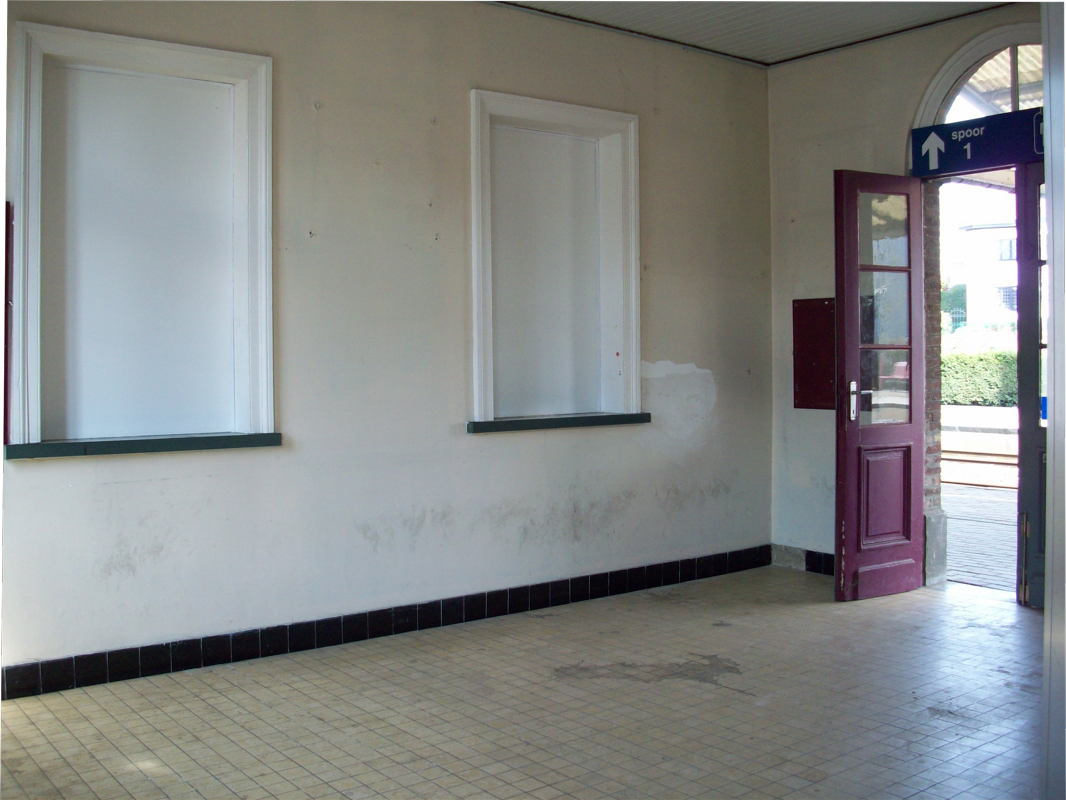
Voormalige lokethal
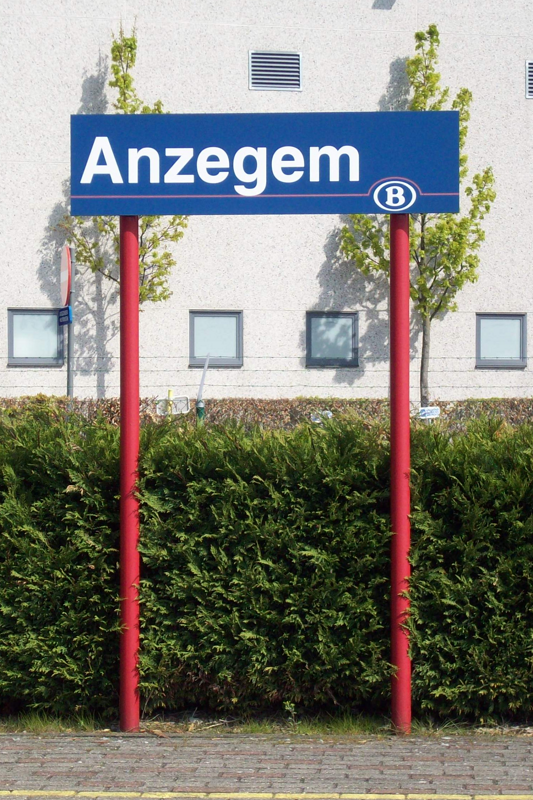
Naambord station Anzegem
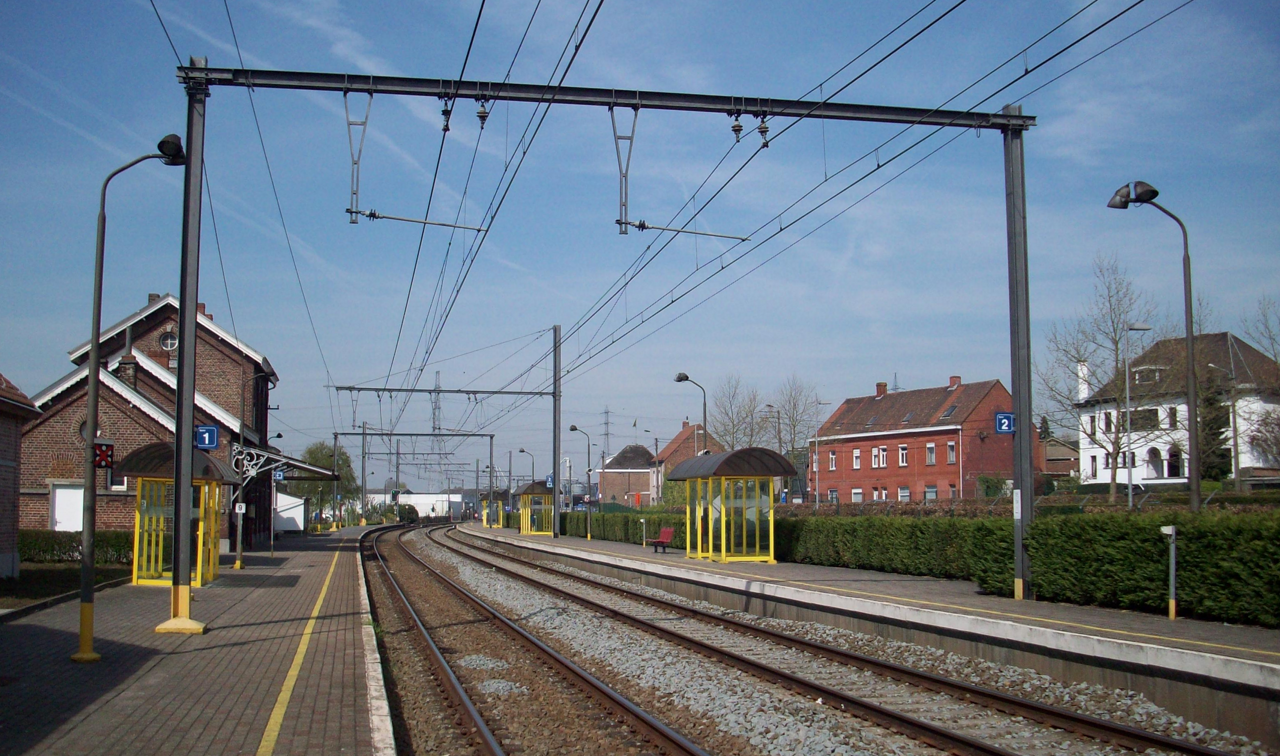
Zicht op het perron

## Treindienst
| Serie       | Treinsoort          | Route                                          | Bijzonderheden             |
| ----------- | ------------------- | ---------------------------------------------- | -------------------------- |
| L 1650      | L-trein (NMBS)      | Zottegem – Oudenaarde – Anzegem – Kortrijk     | Rijdt alleen op werkdagen. |
| P 7950/8950 | Piekuurtrein (NMBS) | Kortrijk – Anzegem – Brussel-Zuid – Schaarbeek | Rijdt alleen op werkdagen. |

## Aansluitend openbaar vervoer
| Bus | Verbinding                                            | Dienstregeling |
| --- | ----------------------------------------------------- | -------------- |
| 81  | Anzegem - Waregem - Ingelmunster - Izegem - Roeselare |                |
| 85  | Spiere - Avelgem - Anzegem - Waregem                  |                |
| 89  | Belbus Anzegem - Deerlijk                             | Op aanvraag    |
| 450 | Belbus Kruishoutem - Wortegem-Petegem                 | Op aanvraag    |

## Reizigerstellingen
De grafiek en tabel geven het gemiddeld aantal instappende reizigers weer op een week-, zater- en zondag.
| Tabel: aantal instappende reizigers station Anzegem | Tabel: aantal instappende reizigers station Anzegem | Tabel: aantal instappende reizigers station Anzegem | Tabel: aantal instappende reizigers station Anzegem |
|                                                     | Weekdag                                             | Zaterdag                                            | Zondag                                              |
| --------------------------------------------------- | --------------------------------------------------- | --------------------------------------------------- | --------------------------------------------------- |
| 1977                                                | 630                                                 | 69                                                  | 73                                                  |
| 1978                                                | 375                                                 | 87                                                  | 65                                                  |
| 1979                                                | 371                                                 | 64                                                  | 59                                                  |
| 1980                                                | 421                                                 | 87                                                  | 63                                                  |
| 1981                                                | 408                                                 | 81                                                  | 88                                                  |
| 1982                                                | 368                                                 | 43                                                  | 70                                                  |
| 1983                                                | 352                                                 | 35                                                  | 63                                                  |
| 1984                                                | 230                                                 |                                                     | -                                                   |
| 1985                                                | 258                                                 |                                                     | -                                                   |
| 1986                                                | 235                                                 | -                                                   | -                                                   |
| 1987                                                | 183                                                 | -                                                   | -                                                   |
| 1988                                                | 223                                                 | 11                                                  | 13                                                  |
| 1989                                                | 257                                                 | 20                                                  | 9                                                   |
| 1990                                                | 160                                                 | 17                                                  | 12                                                  |
| 1991                                                | 201                                                 | 26                                                  | 10                                                  |
| 1992                                                | 224                                                 | 21                                                  | 17                                                  |
| 1993                                                | 245                                                 | -                                                   | -                                                   |
| 1994                                                | 186                                                 | -                                                   | -                                                   |
| 1995                                                | 190                                                 | -                                                   | -                                                   |
| 1996                                                | 234                                                 | -                                                   | -                                                   |
| 1997                                                | 235                                                 | -                                                   | -                                                   |
| 1998                                                | 248                                                 | -                                                   | -                                                   |
| 1999                                                | 219                                                 | -                                                   | -                                                   |
| 2000                                                | 238                                                 | -                                                   | -                                                   |
| 2001                                                | 261                                                 | -                                                   | -                                                   |
| 2002                                                | 233                                                 | -                                                   | -                                                   |
| 2003                                                | 246                                                 | -                                                   | -                                                   |
| 2004                                                | 207                                                 | -                                                   | -                                                   |
| 2005                                                | 213                                                 | -                                                   | -                                                   |
| 2006                                                | 202                                                 | -                                                   | -                                                   |
| 2007                                                | 187                                                 | -                                                   | -                                                   |
| 2008                                                | -                                                   | -                                                   | -                                                   |
| 2009                                                | 237                                                 | -                                                   | -                                                   |
| 2010                                                | -                                                   | -                                                   | -                                                   |
| 2011                                                | -                                                   | -                                                   | -                                                   |
| 2012                                                | 203                                                 | -                                                   | -                                                   |
| 2013                                                | 209                                                 | -                                                   | -                                                   |
| 2014                                                | 168                                                 | -                                                   | -                                                   |
| 2015                                                | 210                                                 | -                                                   | -                                                   |
| 2016                                                | 202                                                 | -                                                   | -                                                   |
| 2017                                                | 196                                                 | -                                                   | -                                                   |
| 2018                                                | 163                                                 | -                                                   | -                                                   |
| 2019                                                | 188                                                 | -                                                   | -                                                   |
| 2020                                                | 127                                                 | -                                                   | -                                                   |
| 2021                                                | -                                                   | -                                                   | -                                                   |
| 2022                                                | 284                                                 | -                                                   | -                                                   |
| 2023                                                | 247                                                 | -                                                   | -                                                   |
| 2024                                                | 247                                                 | -                                                   | -                                                   |

0,0: Ingelmunster ·
2,3: Wante ·
6,1: Oostrozebeke ·
9,0: Wielsbeke ·
12,2: Sint-Eloois-Vijve ·
15,1: Waregem ·
18,6: Gaverbeek ·
23,9: Heirweg ·
27,0: Anzegem
0,0: Denderleeuw ·
2,1: Welle ·
3,9: Haaltert ·
6,5: Ede ·
11,2: Burst ·
13,0: Terhagen ·
14,3: Herzele ·
16,0: Hillegem ·
17,6: Leeuwergem ·
20,2: Zottegem ·
25,8: Roborst ·
27,5: Munkzwalm ·
30,0: Sint-Denijs-Boekel ·
32,5: Welden ·
34,7: Ename ·
37,5: Oudenaarde ·
41,0: Petegem ·
43,2: Elsegem ·
45,7: Anzegem ·
49,1: Sterhoek ·
53,8: Vichte ·
56,6: Deerlijk ·
59,8: Stasegem ·
63,3: Kortrijk